# Cútar
Cútar – gmina w Hiszpanii, w prowincji Malaga, w Andaluzji, o powierzchni 19,42 km². W 2011 roku gmina liczyła 668 mieszkańców.